# سد القصب
هو من أقدم السدود الموجودة في الجزائر ويقع في قرية بوخميسة التي تبعد ب10 كلم عن ولاية المسيلة في طريق برج بوعريريج جنوب شرق الجزائر وهو مستعمل في السقي الفلاحي حاليا بعد توحله إذ يغطي أزيد من 13 ألف هكتار بطاقة تقدر ب 50 مليون متر مكعب وكان سابقا مخصصًا للشرب وتتميز مياهه بعذوبتها ونقاوتها ولكن بسبب الإهمال توحل، وهو من مخلفات الاستعمار وقد قام بإنجازه شركة فرنسية خاصة سنة 1939، ويستعمل لسقي الأراضي الفلاحية من حي بوخميسة وأولاد سلامة شمالا إلا حي مزرير وسد الغابة جنوبا مرورا بمزارع العنب والكروم بالنوارة إلى غاية مزارع الكوش. وقد خصصت له الولاية سنة 2013 غلافا ماليا قدر ب 200 مليار سنتيم قصد تنظيفه من الأوحال وإعادة تأهيله من أجل استعماله.